# Fernand Baldensperger
Fernand Baldensperger, född 4 maj 1871 i Saint-Dié, död 24 februari 1958 i Paris, var en fransk litteraturhistoriker.
Baldensperger var professor vid Sorbonne från 1924. Han ägnade sig i början åt skandinavisk litteratur men utvecklade sig senare till jämförande litteraturforskare, i vilken egenskap han på 1920-talet intog en ledarställning. Tillsammans med Paul Hazard utgav han Revue de littérature comparée, en tidskrift för jämförande litteraturforskning. Av hans egna arbeten kan nämnas Goethe en France (1904), Histoire littéraire de l'émigration (1924) och Le mouvement des idées dans l'émigration française (2 band, 1925).